# Engin de siège
Pour les articles homonymes, voir Siège.

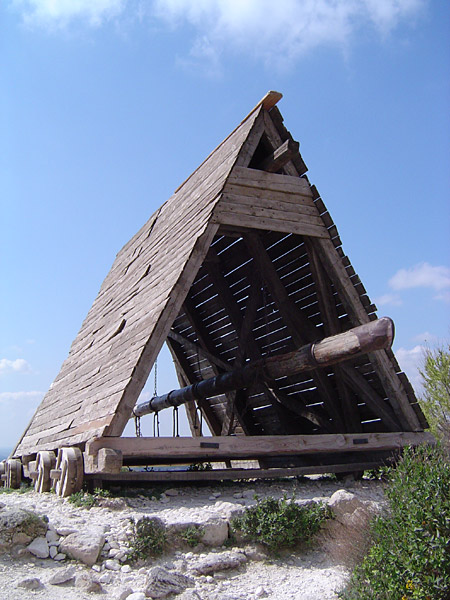
Réplique d’un bélier au château des Baux, en France.

Un engin de siège ou une machine de siège, est un dispositif conçu pour ouvrir des brèches dans les murailles ou contourner les fortifications au cours d’une guerre de siège, afin d'envahir une place forte.

## Engins de siège dans l'Antiquité

### Les différents engins
- Le premier engin de siège a été le bélier, développé dans la Mésopotamie antique par les Assyriens dès le IIe millénaire av. J.-C.. Il fut d'abord utilisé pour enfoncer les portes, puis l’on construisit des engins plus lourds suspendus à un bâti protégé par un toit, capables de s’attaquer aux murs. Les Spartiates ont utilisé les béliers au cours du siège de Platée en 429 av. J.-C.
- Les premières catapultes connues apparaissent sous les Perses achéménides au VIe siècle av. J.-C., information basée sur les boulets retrouvés à Paphos, boulets ayant été probablement utilisés contre l'ennemi par le truchement d'une gouttière, mécanisme décrit par Thucydide et par Philon de Byzance. À Chypre, les archéologues ont retrouvé 400 boulets de pierre d'une dizaine de kilos utilisés lors de la révolte de l'Ionie ; ils attestent la présence de machine de jet perfectionnée. Présente également en Chine au début du IVe siècle av. J.-C. chez les adeptes du moïsme, elles seront ensuite utilisées par les Grecs et les Romains. La catapulte est apparue plus tard, en Grèce antique. Inventée par Denys de Syracuse en 399 av. J.-C., elle fut d'abord utilisée contre les troupes (du grec katapeltes, kata : transpercer, peltes : bouclier). Cet engin était, dans sa forme primitive, une arbalète de grande taille qui envoyait un grand nombre de flèches d'un seul coup. Avec le temps, des modèles projetant une seule munition par coup et généralement de bien plus grande taille sont apparus. Le vide créé depuis l'abandon de la forme originelle a été rempli par l'anisocycle, un engin qui pouvait être soit fixé sur affût, soit portatif, et qui lançait des grappes de flèches grâce à un ressort à spirale. Il faut noter que dans la fin de l'antiquité et le début du Moyen Âge, on appelait « catapulte » plus ou moins tout engin de siège ayant pour principe de fonctionnement la propulsion d'un projectile quelconque.
- La baliste est souvent confondue avec la catapulte, de laquelle elle est d'ailleurs inspirée. L'erreur est tellement répandue qu'il est rare de trouver un document récent dans lequel les termes sont exacts. Le terme balista signifie "pierre", ainsi la baliste utilise des pierres, boulets ou grappes de boulets comme munitions. Elle se présente comme une arbalète de très grande taille dont la corde supporte un bras au bout duquel se trouve une cuiller. On arme l'arc comme sur une arbalète classique et, lorsqu'il est lâché, il emporte avec lui le bras au bout duquel repose, dans la cuiller, la ou les munitions. Le freinage brutal de la corde à la fin du tir stoppe net le bras (qui est attaché à la corde), tandis que la munition continue sa course.
- L'onagre est un engin semblable, dans sa finalité, à la baliste mais à la forme totalement différente. Ce n'est pas un arc qui supporte et tend le bras, mais un système à ressorts : des faisceaux de cordes, nerfs ou boyaux sont enroulés et torsadés, le bras passe au milieu de cette torsade. Pour armer l'onagre, on tire sur le bras (dans le sens de tension des cordes) puis on relâche pour tirer. Le faisceau de cordes étant élastique, il reprend sa position de repos puisqu'il était tendu, ainsi il ramène le bras avec lui. Le bras frappe sur une poutre qui l'arrête net et les projectiles qui sont dans la cuiller au bout du bras sont propulsés. Le désavantage de l'onagre est justement que son bras frappe contre la structure même de l'engin, et donc le détruit à petit feu à l'usage. Ainsi, les onagres étaient particulièrement massifs, renforcés de tous côtés et garnis aux endroits clefs de la structure d'amortisseurs en peaux ou en tissu matelassé. Le nom de l'engin, tiré de celui d'une espèce d'âne sauvage connu pour ses ruades, vient du comportement de l'arme au tir, qui fait de véritables bonds en avant pour retomber au sol, ceci étant dû à son principe de fonctionnement.
- Le scorpion est une arbalète de grande taille (généralement 120 à 200 cm de long, 100 à 150 cm de large) posée sur affût, souvent mobile, dont l'arc fonctionnait sur le même principe que le bras de l'onagre : les branches de son arc ne sont pas souples mais parfaitement rigides, l'élasticité de l'arc venant des ressorts en faisceaux de cordes ou boyaux sur lesquels ses branches sont montées. On estime qu'une puissance de 2 000 livres (environ 10 fois celles des arcs les plus puissants jamais retrouvés) était fréquente. Le scorpion tirait des flèches d'environ 2 cm de diamètre et 80 à 100 cm de long (les mesures varient évidemment selon le modèle) qui avaient la réputation de traverser de part en part plusieurs hommes en armure sans difficulté, ou de les clouer à des murs. Le nom de l'arme vient de sa forme : en effet, lorsque la corde n'est pas en place sur l'arc, ses deux branches partent en avant (sous l'effet de la tension des ressorts), comme les pinces d'un scorpion, et la manivelle placée à l'arrière de l'arme rappelle la queue dressée en l'air caractéristique de l'animal. Jules César a utilisé cette arme avec énormément d'efficacité et l'a engagée en très grand nombre lors de la conquête des Gaules, où elle lui a assuré de nombreuses victoires.
- Les Grecs utilisaient également des échelles d'assaut et les forces du Péloponnèse se seraient servies d’un engin qui ressemblait au lance-flammes.
- Les Romains firent un usage massif d'outils plus sommaires et moins impressionnants, mais très efficaces : la pelle et la pioche, la hache et le marteau. Prenant tout le temps nécessaire, ils creusaient sous les murs (par exemple, lors de l'invasion de Veies, au tout début de leur expansion), comblaient les fossés et remblayaient les murs (par exemple, lors du siège de Massada) et se protégeaient eux-mêmes des assiégés par des fortifications d'enfermement (par exemple, lors du siège d'Alésia).

### Chronologie
Parmi les peuples méditerranéens, les premiers à faire un large usage des machines de siège ont été les Carthaginois qui se sont servis de la tour de siège et des béliers contre les colonies grecques de Sicile. Ces engins ont joué un rôle sous le règne de Denys, le tyran de Syracuse.

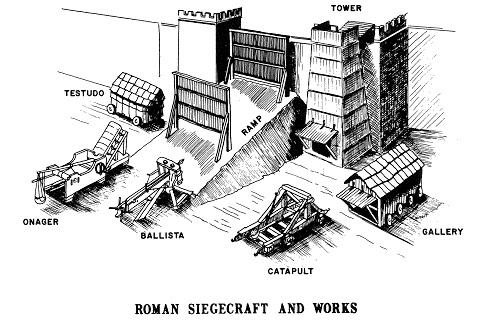
Engins de siège romains. Note : l'appareil légendé Ballista est en fait un scorpion

Les deux chefs de guerre qui ont été les premiers à faire largement usage de machines de siège sont Philippe II de Macédoine et Alexandre le Grand. Leurs engins de grande dimension ont donné la première impulsion à une évolution qui a abouti à des machines impressionnantes, comme l’hélépole (ou « preneur de villes ») que Démétrios Ier Poliorcète utilise lors du siège de Rhodes en 304 av. J.-C. Il s'agit d'une tour de neuf étages bardée de fer, de 40 m (125 pieds) de haut et 21 m (60 pieds) de large, pesant 180 tonnes. Les engins les plus utilisés étaient de simples béliers, ou tortues, déplacés au moyen de plusieurs techniques ingénieuses permettant aux assaillants d'atteindre les murs ou les fossés dans une relative sécurité. Pour les batailles navales ou les blocus maritimes, on a utilisé des engins comme les passerelles basculantes (sambykē ou Sambuca). Il s’agissait d’échelles géantes, montées sur un mécanisme pivotant et utilisées pour le transfert des marins sur les bateaux ou les murs des villes côtières. Ils étaient normalement montés sur deux ou plusieurs navires reliés les uns aux autres et certains sambykē étaient surmontés d’un bouclier pour protéger les assaillants des tirs de flèches. D’autres engins basculants ont été utilisés pour capturer les navires ennemis ou encore permettre l’abordage des soldats par des dispositifs annexes qui sont probablement les ancêtres du corbeau romain, ou pour lancer contre eux des projectiles.
Les Romains préféraient donner l'assaut aux murs ennemis en construisant des rampes en terre (Agger) ou tout simplement en escaladant les murs, comme au cours du premier siège de la ville samnite de Silvium (306 av. J.-C.). Des soldats travaillant à la construction des rampes étaient protégés par des abris appelés vineae, qui étaient disposés de façon à former un long couloir. Des boucliers en osier (plutei) étaient utilisés pour protéger l'avant du couloir lors de sa construction. On utilisait parfois un autre engin de siège romain, ressemblant à la tortue grecque pour le remplissage des fossés, appelée musculus ( «petite souris»). Les béliers étaient également très répandus. Les légions romaines ont utilisé pour la première fois les tours de siège vers 200 av. J.-C.
La plus ancienne pièce d’artillerie de siège antique dont l’utilisation ait été documentée en Europe est le gastrophète ( «arc à ventre»), une sorte de lanceur de flèches n’utilisant pas de mécanisme de torsion. Il était monté sur un châssis en bois. Des machines plus grandes ont imposé la mise en place, pour le chargement des projectiles, d’un système de poulies qui a été modifié pour permettre de lancer également des pierres. Les systèmes à torsion fonctionnant grâce à des ressorts de tendons semblent d’apparition plus tardive. L’onagre a été la principale invention romaine dans ce domaine.
La plus ancienne pièce d’artillerie de siège antique dont l’utilisation soit documentée en Chine est une catapulte fonctionnant selon le principe du levier de traction et une arbalète de siège de 8 pieds de haut, mentionnée dans un texte Mohiste écrit aux environs du IVe – IIIe siècles av. J.-C. par les adeptes de Mo Zi(Mo Jing) qui ont fondé l'école de pensée Mohiste au cours de la période des Printemps et des Automnes, et au début de la période des royaumes combattants. La plupart des connaissances que nous possédons actuellement sur les techniques de siège de l'époque proviennent des livres 14 et 15 (chapitres 52 à 71) sur la guerre de siège de Lu Jing. Écrit et conservé sur des bandes de bambou, une grande partie du texte est malheureusement illisible. Toutefois, en dépit de ce degré élevé de fragmentation, l’intérêt et l'attention que les mohistes portaient aux détails décrits dans l’œuvre de Mo Zi permettent de le distinguer de tous autres travaux, par la minutie de la description du fonctionnement des appareils mécaniques, comme les échelles célestes, les arbalètes tournantes et les catapultes à traction, les techniques de siège et celle des armes de siège, qu’on peut encore trouver aujourd'hui[pas clair].

## Engins de siège médiévaux

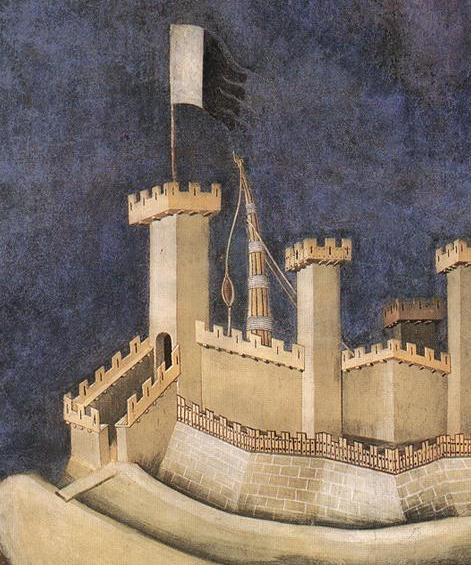
Un ensemble de machines de jet servant à défendre une porte, dans une fresque de Simone Martini au Guidoriccio da Fogliano (XIV).

Contrairement à ce que l'on voit dans de nombreuses reconstitutions, la catapulte n'est plus utilisée au Moyen Âge. Inutilisable par temps humide (le ressort se détend), elle est également moins efficace qu'un mangonneau ou un trébuchet ce qui explique son abandon au haut Moyen Âge. Au XIXe siècle, l'architecte Viollet-le-Duc, se fondant sur des ouvrages de la Renaissance représentant des catapultes antiques, croit qu'elle est encore utilisée au Moyen Âge. Depuis cette erreur se perpétue. La baliste antique, destinée à projeter des pierres, ainsi que l’onagre sont également abandonnées au haut Moyen Âge pour les mêmes raisons.
Le trébuchet à traction (d'abord conçu en Chine au IIIe siècle av. J.-C. et qui a été amené en Europe au IVe siècle apr. J.-C.), et le trébuchet à contrepoids (décrit pour la première fois par Mardi ibn Ali al-Tarsusi au XIIe siècle). Ces machines utilisaient l'énergie mécanique pour lancer des projectiles de grande dimension destinés à abattre des murs en pierre. On utilisait également le bélier et la tour de siège, une tour en bois montée sur roues qui permettait aux assaillants d’escalader les murs d’un château, tout en étant quelque peu protégés des flèches de l'ennemi.
Un affrontement militaire typique des périodes médiévales consistait à mettre le siège devant le château fort de l’adversaire. Tant qu'elles étaient correctement défendues, ces fortifications murées élevées étaient pratiquement impénétrables à l'infanterie ou à la cavalerie, ce qui rendait périlleuse toute tentative d’assaut direct. Les attaquants avaient alors le choix entre tenter d’affamer les assiégés en bloquant les approvisionnements en nourriture ou employer des méthodes de guerre plus actives avec des machines spécialement conçues pour détruire ou contourner les défenses du château.
Une alternative survint ensuite avec l’utilisation des premières armes à feu contre les remparts du château, dans le but de désagréger le ciment qui assurait la cohésion des pierres pour que les murs puissent être facilement abattus.
Une autre tactique était la pratique de la sape : des tunnels étaient creusés sous les murs pour affaiblir leurs fondations et les faire tomber. Un autre moyen indirect était d'utiliser la sape pour mettre le feu sous les murs du château afin d'essayer de fragiliser le mortier liant les pierres et ainsi abattre les murs plus facilement. Plus tard on utilisa la mine, un engin explosif conçu spécifiquement pour ouvrir des brèches dans les portes et les murs. La mine devait être placé directement contre les murs de la forteresse.
Une dernière tactique consistait à catapulter des animaux malades ou des cadavres humains par-dessus les murs afin de transmettre des maladies forçant les défenseurs à se rendre, une forme primitive de guerre bactériologique.

Reconstitutions
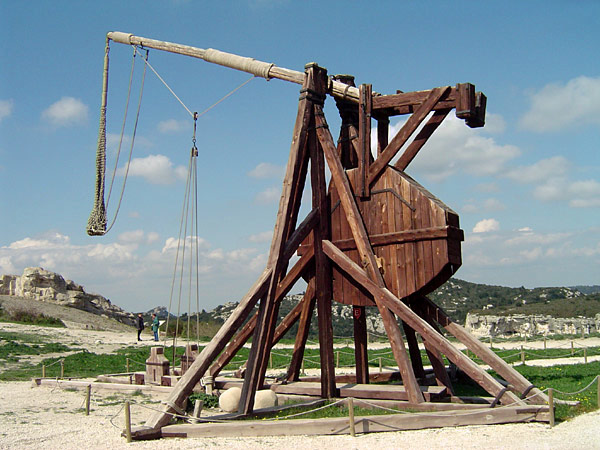
Trébuchet.
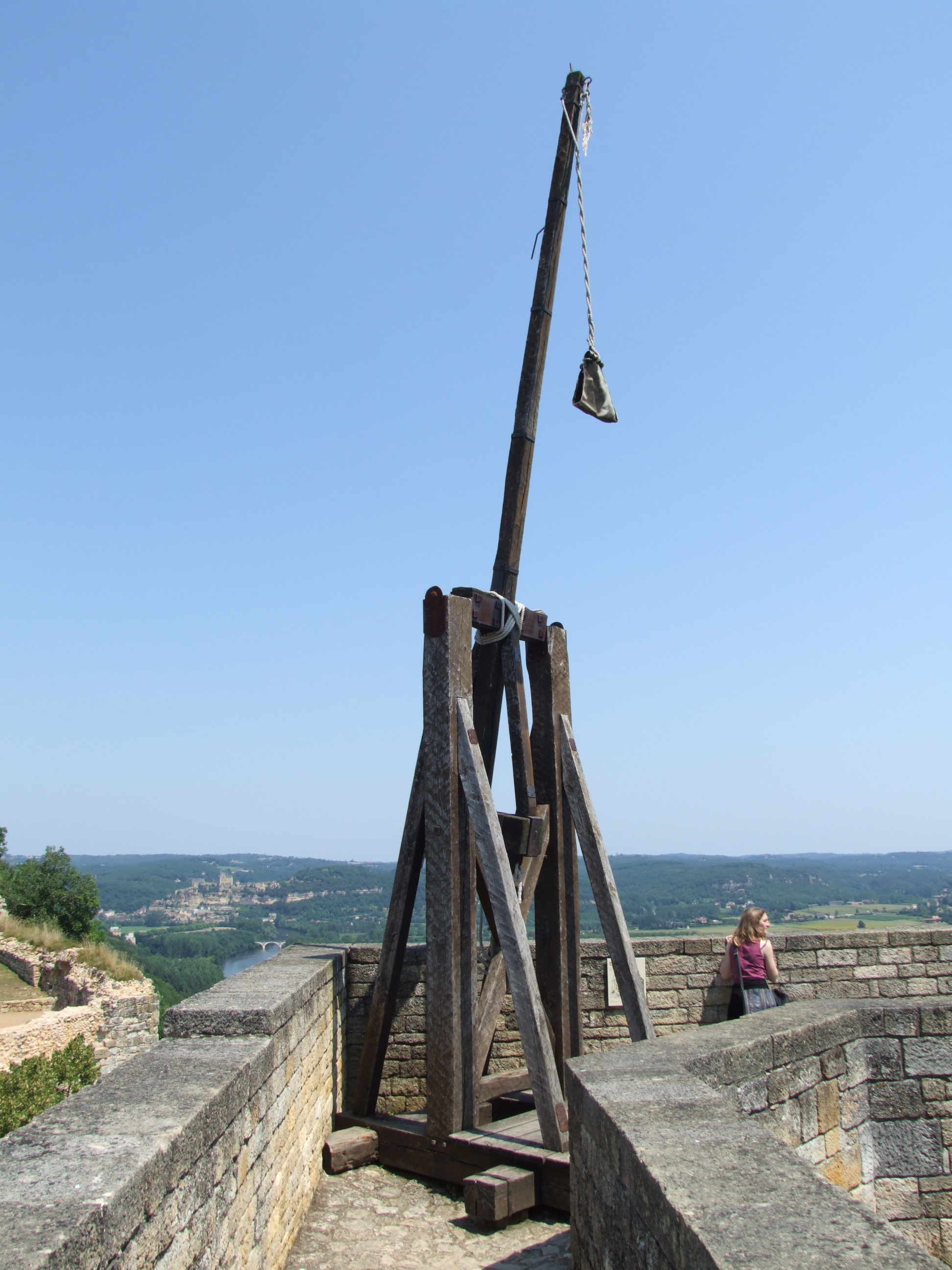
Pierrière.
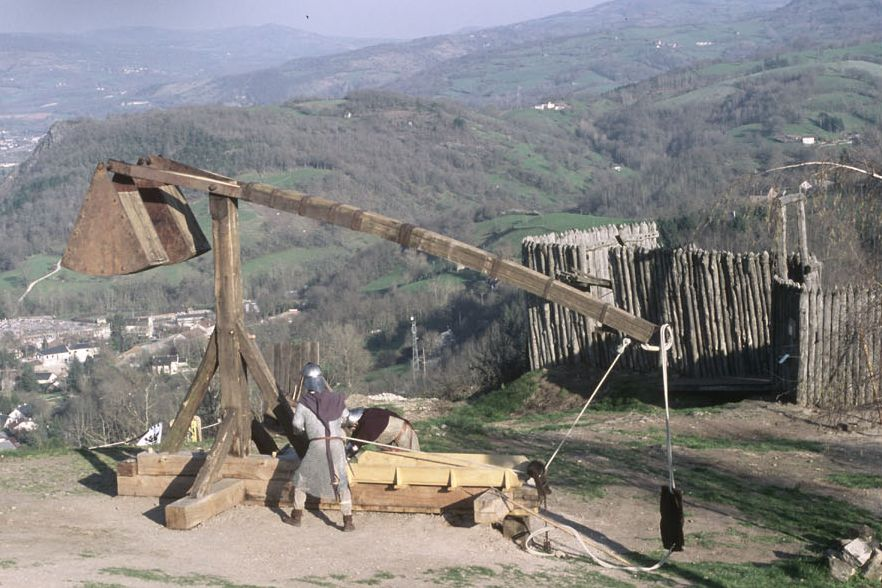
Couillard.
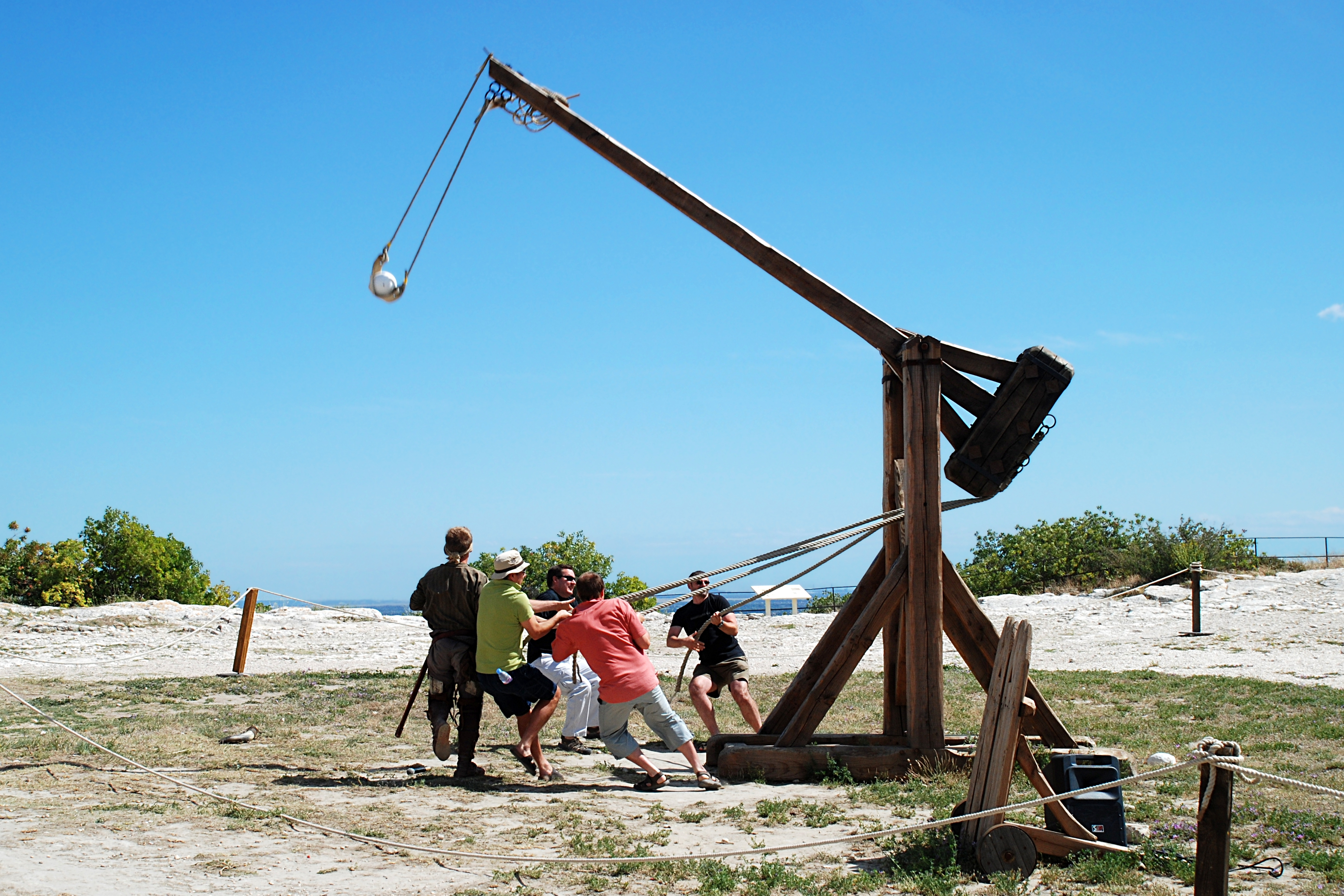
Bricole

## Engins de siège modernes

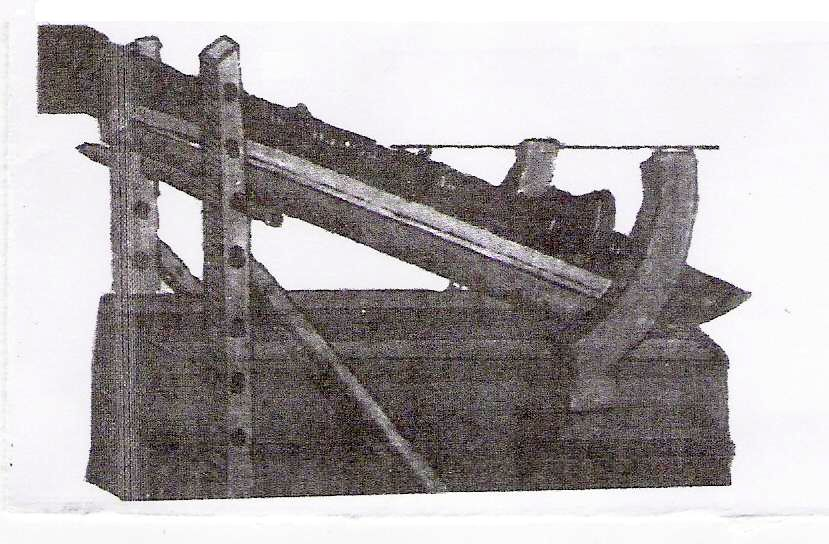
Représentation d'un canon de siège du XV au royaume de Grenade extraite du traité des Inventions de l'Islam médiéval d’Al-izz wal rifa'a.

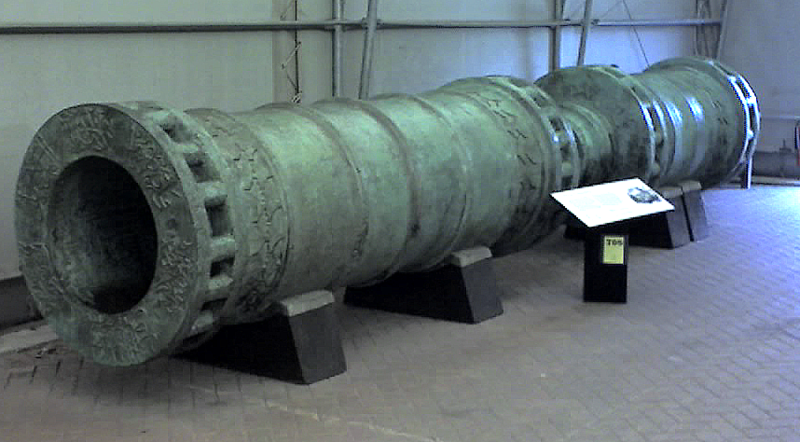
Grande bombarde turque en bronze, utilisée par les Turcs ottomans au cours du siège de Constantinople en 1453.

L'arrivée de la poudre à canon, les armes à feu comme l’arquebuse et le canon, et par la suite le mortier, l’artillerie et les obusiers a marqué la fin des fortifications des villes. Ces armes, comme la grande bombarde turque durant le siège de Constantinople,se sont révélées tellement efficaces, que les fortifications, comme les murailles, ont dû être construites avec des murs plus bas et plus épais, comme l’illustrent les dessins de Vauban.
Le développement d'une artillerie spécialisée pour le siège a atteint son point culminant au cours de la première Guerre mondiale et de la Seconde Guerre mondiale. Pendant la Première Guerre mondiale, d'énormes canons de siège, tels que la grosse Bertha ont été conçues pour être utilisés contre les forteresses modernes de l’époque. L’apogée de l'artillerie de siège a été atteinte avec le canon allemand Dora, un énorme canon sur rail au calibre de 800 mm, construit au début de la Seconde Guerre mondiale. Dora était initialement destiné à être utilisé pour détruire les fortifications de la ligne Maginot, mais sa construction n'a pas été terminée à temps, et (comme un signe des temps), la ligne Maginot a été contournée par un rapide mouvement des forces mécanisées et non perforée par un assaut frontal. Le délai excessivement long, nécessaire au déploiement et au déplacement des canons de siège modernes, les a rendus vulnérables à une attaque aérienne et les a également rendu inadaptés à la rapidité des mouvements de troupes de la guerre moderne.
Les armes de siège sont désormais considérées comme obsolètes en raison de l'efficacité des bombes larguées par avion et des missiles de croisière, qui ont rendu obsolètes les fortifications de défense[réf. nécessaire]. Les seules structures défensives statiques qui existent encore sont maintenant des bunkers profondément enfouis, utilisés pour les centres de commandement et de contrôle militaires. Même ces installations sont de valeur discutable[Information douteuse], car il semble que la plupart des centres de commandement et de contrôle des forces de défense mobiles (tels que les aéronefs des forces tactiques et stratégiques modernes, de la cavalerie et de l’infanterie mécanisée) soient décentralisés par le biais de la commande et l'utilisation de centres de commandement mobiles pour moins de vulnérabilité[réf. nécessaire].